# SA Tennis Open 2009 - Qualificazioni singolare
Le qualificazioni del singolare  dello  SA Tennis Open 2009 sono state un torneo di tennis preliminare per accedere alla fase finale della manifestazione. I vincitori dell'ultimo turno sono entrati di diritto nel tabellone principale. In caso di ritiro di uno o più giocatori aventi diritto a questi sono subentrati i lucky loser, ossia i giocatori che hanno perso nell'ultimo turno ma che avevano una classifica più alta rispetto agli altri partecipanti che avevano comunque perso nel turno finale.
Le qualificazioni del SA Tennis Open  2009 prevedevano 16 partecipanti di cui 4 sono entrati nel tabellone principale.

## Teste di serie
1. Sébastien de Chaunac (Qualificato)
2. Nathan Thompson (secondo turno)
3. Denys Molčanov (ultimo turno)
4. Marco Chiudinelli (Qualificato)

1. Wesley Moodie (secondo turno)
2. Benjamin Janse Van Rensburg (secondo turno)
3. Hendrik Coertzen (secondo turno)
4. Horia Tecău (ultimo turno)

## Qualificati
1. Sébastien de Chaunac
2. Andrew Anderson

1. Ross Hutchins
2. Marco Chiudinelli

## Tabellone

### Legenda
| - Q = Qualificato - WC = Wild card - LL = Lucky loser | - ALT = Alternate - SE = Special Exempt - PR = Protected Ranking | - w/o = Walkover - r = Ritirato - d = Squalificato |

### Sezione 1
|  | Primo turno | Primo turno | Primo turno | Primo turno | Primo turno |  |  | Secondo turno | Secondo turno        | Secondo turno | Secondo turno  | Secondo turno  |   |   | Ultimo turno | Ultimo turno         | Ultimo turno         | Ultimo turno | Ultimo turno |  |
|  |             |             |             |             |             |  |  |               |                      |               |                |                |   |   |              |                      |                      |              |              |  |
|  |             |             |             |             |             |  |  |               |                      |               |                |                |   |   |              |                      |                      |              |              |  |
|  |             |             |             |             |             |  |  | 1             | Sébastien de Chaunac | 6             | 64             | 6              |   |   |              |                      |                      |              |              |  |
|  |             |             |             |             |             |  |  |               | Grant Ive            | 3             | 7              | 3              |   |   |              |                      |                      |              |              |  |
|  |             |             |             |             |             |  |  |               |                      |               |                |                |   |   | 1            | Sébastien de Chaunac | Sébastien de Chaunac | 6            | 6            |  |
|  |             |             |             |             |             |  |  |               |                      |               | Nikala Scholtz | Nikala Scholtz | 2 | 3 |              |                      |                      |              |              |  |
|  |             |             |             |             |             |  |  |               | Nikala Scholtz       | 2             | 6              | 0              |   |   |              |                      |                      |              |              |  |
|  |             |             |             |             |             |  |  | 5             | Wesley Moodie        | 6             | 3              | 0r             |   |   |              |                      |                      |              |              |  |
|  |             |             |             |             |             |  |  |               |                      |               |                |                |   |   |              |                      |                      |              |              |  |

### Sezione 2
|  | Primo turno | Primo turno | Primo turno | Primo turno | Primo turno |  |  | Secondo turno | Secondo turno               | Secondo turno   | Secondo turno   | Secondo turno |   |   | Ultimo turno    | Ultimo turno    | Ultimo turno | Ultimo turno | Ultimo turno |  |
|  |             |             |             |             |             |  |  |               |                             |                 |                 |               |   |   |                 |                 |              |              |              |  |
|  |             |             |             |             |             |  |  |               |                             |                 |                 |               |   |   |                 |                 |              |              |              |  |
|  |             |             |             |             |             |  |  | 2             | Nathan Thompson             | Nathan Thompson | 4               | 3             |   |   |                 |                 |              |              |              |  |
|  |             |             |             |             |             |  |  |               | Fritz Wolmarans             | Fritz Wolmarans | 6               | 6             |   |   |                 |                 |              |              |              |  |
|  |             |             |             |             |             |  |  |               |                             |                 |                 |               |   |   | Fritz Wolmarans | Fritz Wolmarans | 4            | 6            | 64           |  |
|  |             |             |             |             |             |  |  |               |                             | Andrew Anderson | Andrew Anderson | 6             | 3 | 7 |                 |                 |              |              |              |  |
|  |             |             |             |             |             |  |  |               | Andrew Anderson             | 3               | 6               | 7             |   |   |                 |                 |              |              |              |  |
|  |             |             |             |             |             |  |  | 6             | Benjamin Janse Van Rensburg | 6               | 3               | 6(1)          |   |   |                 |                 |              |              |              |  |
|  |             |             |             |             |             |  |  |               |                             |                 |                 |               |   |   |                 |                 |              |              |              |  |

### Sezione 3
|  | Primo turno | Primo turno | Primo turno | Primo turno | Primo turno |  |  | Secondo turno | Secondo turno    | Secondo turno  | Secondo turno | Secondo turno |   |   | Ultimo turno | Ultimo turno   | Ultimo turno   | Ultimo turno | Ultimo turno |  |
|  |             |             |             |             |             |  |  |               |                  |                |               |               |   |   |              |                |                |              |              |  |
|  |             |             |             |             |             |  |  |               |                  |                |               |               |   |   |              |                |                |              |              |  |
|  |             |             |             |             |             |  |  | 3             | Denys Molčanov   | Denys Molčanov | 6             | 7             |   |   |              |                |                |              |              |  |
|  |             |             |             |             |             |  |  |               | Eric Butorac     | Eric Butorac   | 2             | 63            |   |   |              |                |                |              |              |  |
|  |             |             |             |             |             |  |  |               |                  |                |               |               |   |   | 3            | Denys Molčanov | Denys Molčanov | 5            | 1            |  |
|  |             |             |             |             |             |  |  |               |                  |                | Ross Hutchins | Ross Hutchins | 7 | 6 |              |                |                |              |              |  |
|  |             |             |             |             |             |  |  |               | Ross Hutchins    | 6              | 3             | 7             |   |   |              |                |                |              |              |  |
|  |             |             |             |             |             |  |  | 7             | Hendrik Coertzen | 4              | 6             | 62            |   |   |              |                |                |              |              |  |
|  |             |             |             |             |             |  |  |               |                  |                |               |               |   |   |              |                |                |              |              |  |

### Sezione 4
|  | Primo turno | Primo turno | Primo turno | Primo turno | Primo turno |  |  | Secondo turno | Secondo turno     | Secondo turno     | Secondo turno | Secondo turno |   |    | Ultimo turno | Ultimo turno      | Ultimo turno      | Ultimo turno | Ultimo turno |  |
|  |             |             |             |             |             |  |  |               |                   |                   |               |               |   |    |              |                   |                   |              |              |  |
|  |             |             |             |             |             |  |  |               |                   |                   |               |               |   |    |              |                   |                   |              |              |  |
|  |             |             |             |             |             |  |  | 4             | Marco Chiudinelli | Marco Chiudinelli | 6             | 6             |   |    |              |                   |                   |              |              |  |
|  |             |             |             |             |             |  |  |               | Jean Andersen     | Jean Andersen     | 0             | 1             |   |    |              |                   |                   |              |              |  |
|  |             |             |             |             |             |  |  |               |                   |                   |               |               |   |    | 4            | Marco Chiudinelli | Marco Chiudinelli | 6            | 7            |  |
|  |             |             |             |             |             |  |  |               |                   | 8                 | Horia Tecău   | Horia Tecău   | 3 | 62 |              |                   |                   |              |              |  |
|  |             |             |             |             |             |  |  |               | Mbonisi Ndimande  | Mbonisi Ndimande  | 2             | 2             |   |    |              |                   |                   |              |              |  |
|  |             |             |             |             |             |  |  | 8             | Horia Tecău       | Horia Tecău       | 6             | 6             |   |    |              |                   |                   |              |              |  |
|  |             |             |             |             |             |  |  |               |                   |                   |               |               |   |    |              |                   |                   |              |              |  |